# Arndt Freiherr Freytag von Loringhoven

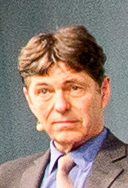
Arndt Freytag von Loringhoven (2020)

Arndt Burchard Ludwig Freiherr Freytag von Loringhoven (* 12. November 1956 in München) ist ein deutscher Diplomat im Ruhestand. Von 2020 bis 2022 war er als deutscher Botschafter in Polen tätig. Zuvor war er von 2007 bis 2010 Vizepräsident des Bundesnachrichtendienstes, von 2014 bis 2016 Botschafter in Tschechien und anschließend bis 2019 Beigeordneter Generalsekretär der NATO.

## Leben

### Studium und erste Berufsjahre
Freytag von Loringhoven studierte ab 1974 in Bonn und an der Freien Universität Berlin die Fächer Geschichtswissenschaft, Philosophie und Chemie. 1976 wechselte er an die Universität Oxford; ein Studium der Biochemie schloss er 1980 mit einem Master of Arts und der Promotion ab. Am Max-Planck-Institut für Biochemie in Martinsried bei München nahm er 1984 eine Forschungstätigkeit auf.

### Laufbahn
1986 begann Freytag von Loringhoven seine Laufbahn im höheren Auswärtigen Dienst des Auswärtigen Amtes. Ab 1989 war er Referent an der Deutschen Botschaft Paris und ab 1992 an der Deutschen Botschaft Moskau. Ab 1994 war er im Planungsstab des Auswärtigen Amtes und ab 1998 im Büro des Bundesministers des Auswärtigen tätig. 2002 kehrte er als Leiter der politischen Abteilung an die Botschaft in Moskau zurück. Ab 2005 wurde er in der Politischen Abteilung des Auswärtigen Amtes eingesetzt. Von 2007 bis 2010 war er Vizepräsident des Bundesnachrichtendienstes und von August 2010 bis August 2014 stellvertretender Leiter der Europaabteilung im Auswärtigen Amt. Von August 2014 bis November 2016 war Freytag von Loringhoven Botschafter der Bundesrepublik Deutschland in der Tschechischen Republik. Vom 1. Dezember 2016 bis zum 2. Dezember 2019 hatte er das neu geschaffene Amt des Beigeordneten Generalsekretärs der NATO für Nachrichtenwesen und Sicherheit in Brüssel inne und leitete die Abteilung für Nachrichtenwesen im Internationalen Militärstab. Sein Nachfolger wurde David Cattler aus den Vereinigten Staaten.
Ab dem 1. Juli 2020 sollte Freytag von Loringhoven als deutscher Botschafter in Warschau tätig sein, die polnische Regierung verweigerte ihm zunächst ohne inhaltliche Begründung das diplomatische Agrément. Nach Einschätzung der konservativen polnischen Tageszeitung  Rzeczpospolita bestanden Vorbehalte aufgrund der Rolle seines Vaters im Zweiten Weltkrieg. Nach einem Bericht der linksliberalen Gazeta Wyborcza sah es der Vorsitzende der Regierungspartei PiS, Jarosław Kaczyński, als Provokation durch Bundeskanzlerin Angela Merkel an, den Sohn eines Wehrmachtsoffiziers, der bis zum Schluss im Führerbunker Dienst getan habe, als Botschafter nach Warschau zu entsenden. Die Zeitung hingegen befand in einem Kommentar, dass Freytag als „einer der besten Diplomaten“ Berlins gelte und seine Entsendung nach Warschau die deutsch-polnischen Beziehungen aufwerte. Am 1. September stimmte die polnische Regierung dem Amtsantritt zu, und am 15. September überreichte er sein Beglaubigungsschreiben dem Präsidenten der Republik Polen, Andrzej Duda. Er übergab die Amtsgeschäfte als Botschafter im Sommer 2022 an Thomas Bagger und trat in den Ruhestand.
In einem Interview für das polnische Internetportal Onet erklärte er 2023, die deutsche Russland-Politik unter Angela Merkel habe „in einer Katastrophe geendet“. Er warf der früheren Kanzlerin vor, trotz des russisch-ukrainischen Kriegs die Pipeline Nord Stream 2 vorangetrieben zu haben. Auch kritisierte er die aus dem Zweiten Weltkrieg herrührenden polnischen Reparationsforderungen, in Warschau seien die gewaltigen Territorialverluste Deutschlands nach dem Krieg zugunsten  Polens überhaupt nicht thematisiert worden. Im selben Jahr erschien in Warschau in Buchform unter dem Titel „Wir bauen nicht das IV. Reich“ ein 350 Seiten umfassendes Interview mit Freytag von Loringhoven.

### Privates
Freytag von Loringhovens Familie ist eine der deutsch-baltischen Linien des ursprünglich westfälischen Adelsgeschlechts Frydag. Sein Vater Bernd Freytag von Loringhoven aus der Familie derer von Freytag von Loringhoven war Generalleutnant des Heeres, zuletzt bis 1973 stellvertretender Generalinspekteur der Bundeswehr. Arndt stammt aus der zweiten Ehe seines Vaters mit Ilse-Verna Kraul.
Freytag von Loringhoven ist mit der Journalistin und Politologin Barbara von Ow verheiratet und hat zwei Söhne und eine Tochter.

## Publikationen
- Nachdenken über Europas Zukunft in Zeiten der Krise. In: EU-in-BRIEF. Europäische Bewegung Deutschland, 9. März 2012, abgerufen am 11. März 2012.
- Nie budujemy IV Rzeszy. Arndt Freytag von Loringhoven, ambasador Niemiec w Polsce 2020–2022, w rozmowie z Jędrzejem Bielieckim ujawna plany Berlina. Bellona, Warschau 2023, ISBN 978-8-311171-20-6.
- mit Leon Erlenhorst: Putins Angriff auf Deutschland: Desinformation, Propaganda, Cyberattacken. Fake News aus Moskau: wie Russland unsere Demokratie angreift. Econ, Berlin 2024, ISBN 978-3430211192.